# ミッドランド・メインライン

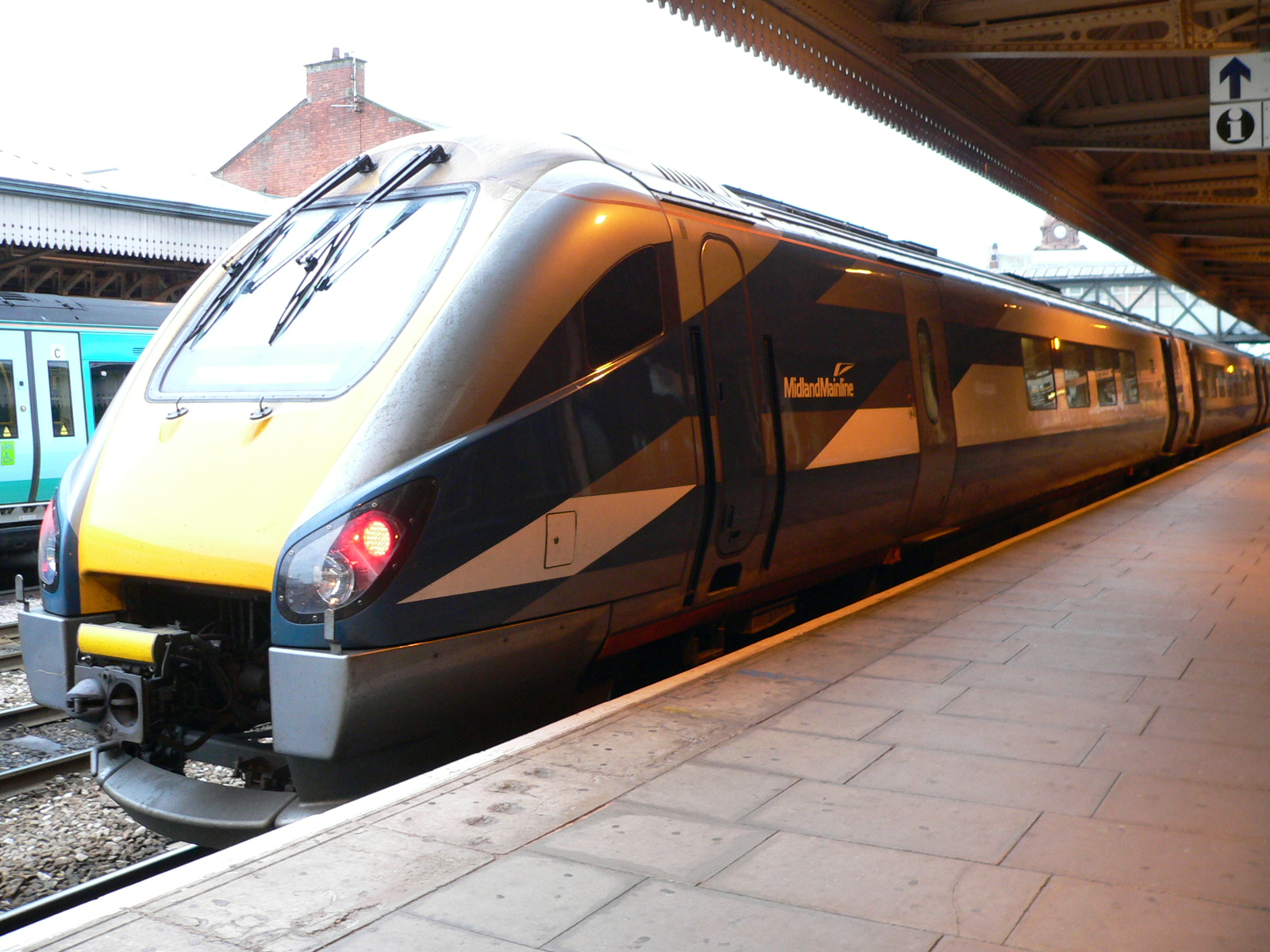
222系「メリディアン」

ミッドランド・メインライン（Midland Mainline）は、イギリス、イングランドに存在した列車運行会社で、その名が示す通り、ロンドン・セント・パンクラス駅からイースト・ミッドランズ地方の都市を結ぶミッドランド本線の都市間列車を運行していた。
バス・鉄道大手、ナショナル・エクスプレス社 (National Express Group) の傘下にあり、段階的に行われたイギリス国鉄分割民営化により1996年4月から運行を開始し、2007年2月にステージコーチ社傘下のイースト・ミッドランズ・トレインズに引き継いだ。

## 路線
- ロンドン - レスター - ノッティンガム
- ロンドン - レスター - ダービー - シェフィールド

この他、ヨーク、リーズなどへ延長運転を行う列車も設定された。
- ロンドン - シェフィールド - マンチェスター・ピカデリー駅（2003年から2004年に行われた西海岸本線の工事の際の迂回ルート）

## 車両
セント・パンクラスからベッドフォードまでは電化されており、並走するテムズリンクは電車による運行だが、ミッドランド・メインラインの列車は全てディーゼル機関車と客車あるいは気動車である。座席はファーストクラスと普通席がある。
- 43形ディーゼル機関車（英語版）+ MkIII客車「インターシティー125」
- 222形気動車「メリディアン」- 2004年導入
- 170形気動車「ターボスター」- 1998年導入　2004年に222形によって置き換えられセントラル・トレインズへ転出

## 営業権満了による運行終了
ミッドランド・メインラインの路線営業権（フランチャイズ）は、2007年11月11日午前2時をもって満了した。
同日以降、セントラル・トレインズのイースト・ミッドランド地方の路線と共に、ステージコーチ社傘下のイースト・ミッドランズ・トレインズによる運行となり、営業路線と従業員は新しい組織に引き継がれた。